# فونغن
فونغن (بالألمانية: Pfungen) هي إحدى بلديات مقاطعة فينترتور في كانتون زيورخ في سويسرا. تبلغ مساحتها 4.99 كيلومتر مربع، ويقدر عدد سكانها بـ 3851 نسمة (حسب تعداد ديسمبر 2017).